# Epidendrum galeochilum
Epidendrum galeochilum là một loài thực vật có hoa trong họ Lan. Loài này được Hágsater & Dressler mô tả khoa học đầu tiên năm 2004.